# Economidichthys trichonis
Economidichthys trichonis é uma espécie de peixe da família Gobiidae e da ordem Perciformes.

## Morfologia
- Os machos podem atingir 3 cm de comprimento total e as fêmeas 2,7 (és o peix de água doce més petit de tot Europa).
- Número de vértebras: 30-31.[4][5]

## Reprodução
Tem lugar desde Fevereiro até Maio.

## Alimentação
Alimenta-se de invertebradoss.

## Habitat
É um peixe de água doce, de clima temperado e demersal.
Os seus habitats naturais são: lagos de água doce. 

## Distribuição geográfica
É encontrado em: Europa: lagos Trichonis e Lyssimachia (Sudoeste da Grécia).

## Estado de conservação
Encontra-se ameaçado de extinção por causa da contaminação da água, extracção de água e da pesca de arrasto.

## Observações
É inofensivo para os humanos.